# Böllerschießen

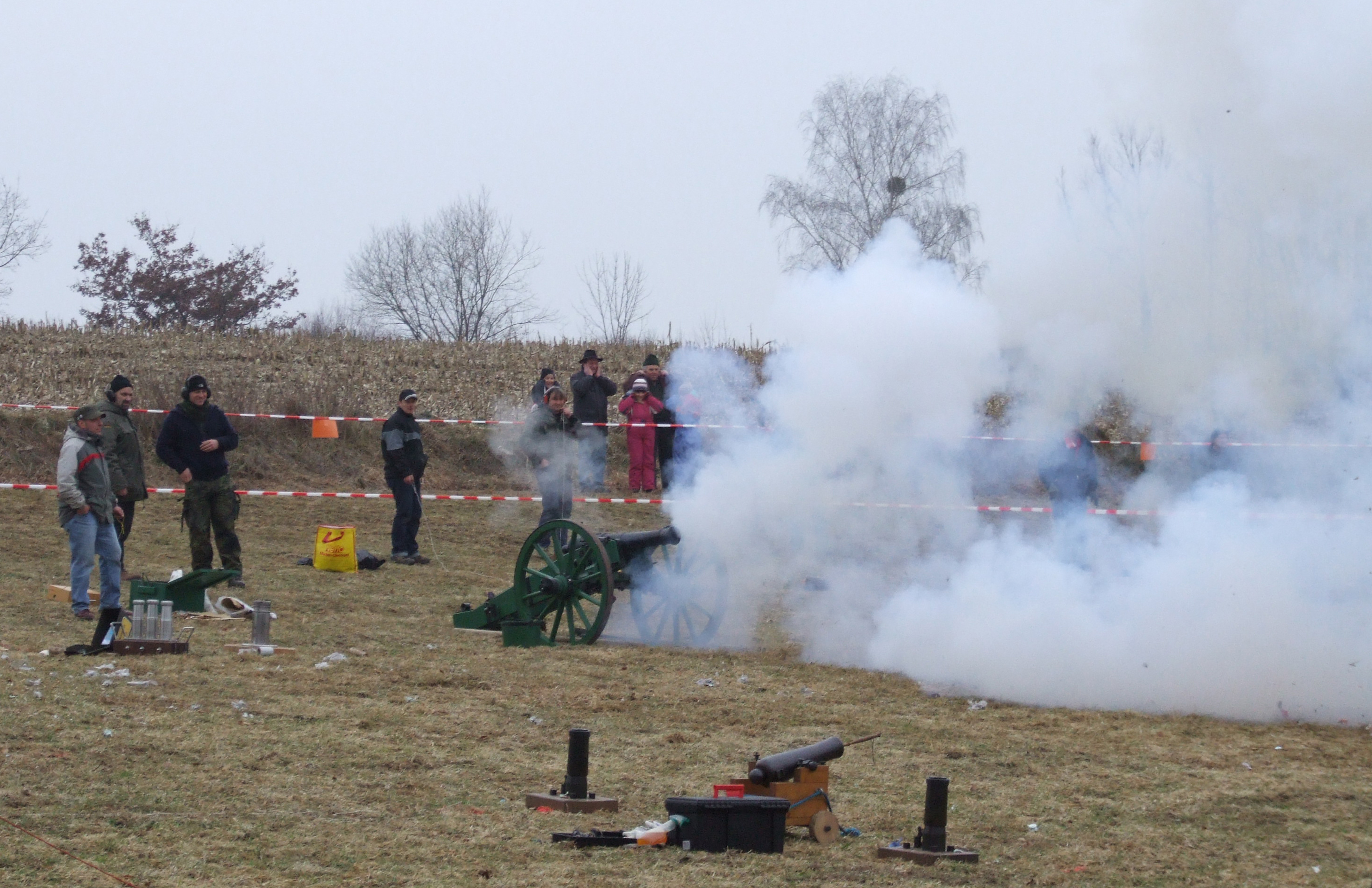
Abschuss einer Böllerkanone

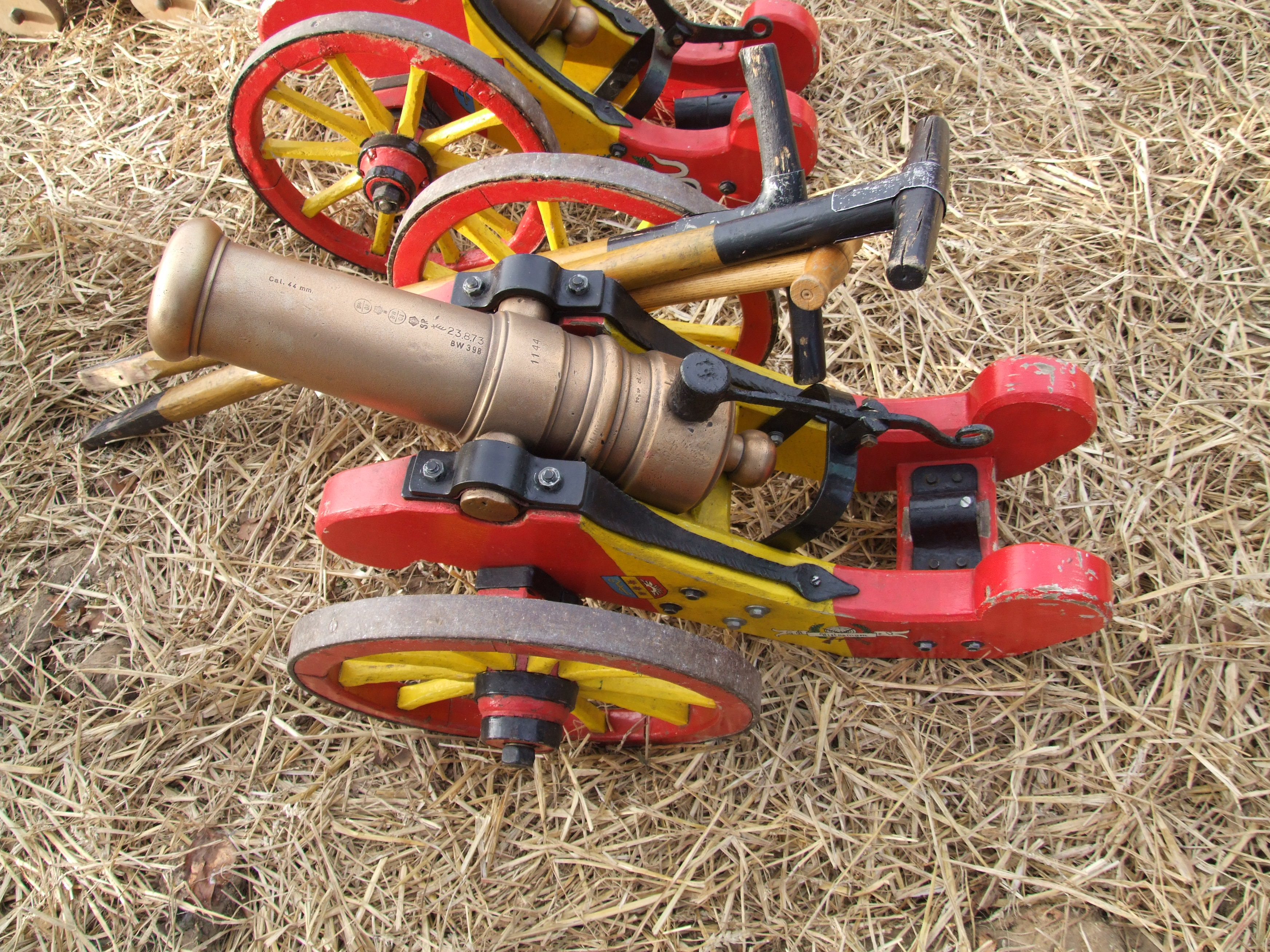
Böllerkanone

Böllerschießen, bairisch-österreichisch auch Prangerschießen, ist eine Tradition, bei der an besonderen Festen und Ereignissen mit speziellen Böllergeräten und Schwarzpulver mindestens ein Knall erzeugt wird.
Die Schützen nennt man Böllerschützen oder Prangerschützen. Sie sind oft als eigene Vereine organisiert oder als Abteilung in einem Schützenverein oder Brauchtumspflegeverein integriert. Die Schützen treten meist in Tracht oder historischen Uniformen auf.

## Anlässe zum Böllerschießen
Das Böllerschießen findet an besonderen Festtagen statt, zum Beispiel Hochzeiten, Kirchweihen, in den Rauhnächten, insbesondere an Heiligabend oder an Neujahr, zu Sonnwend. Dies geschieht, um böse Geister zu vertreiben und die anstehende Zeit mit guten Vorzeichen zu beginnen (siehe hierzu auch Osterschießen).
Zum anderen wird auch bei Schützenfesten und bei Beerdigungen von Kriegsveteranen und langjährigen Vereinsmitgliedern in Schützen- und Veteranenvereinen geschossen sowie Ehrensalut für hohe Gäste bei Veranstaltungen. Am deutschen Volkstrauertag wird der Brauch des Böllerschießens zumeist in süddeutschen Dörfern gepflegt, um somit die Opfer und gefallenen Soldaten der beiden Weltkriege zu ehren.
Auch zum sakramentalen Segen an den Außenaltären bei Prozessionen zu Fronleichnam oder einer Hagelprozession ist das Böllern in einigen Gegenden üblich.
In vielen Regionen finden zudem jährliche Böllerschützentreffen statt.

## Geschichte

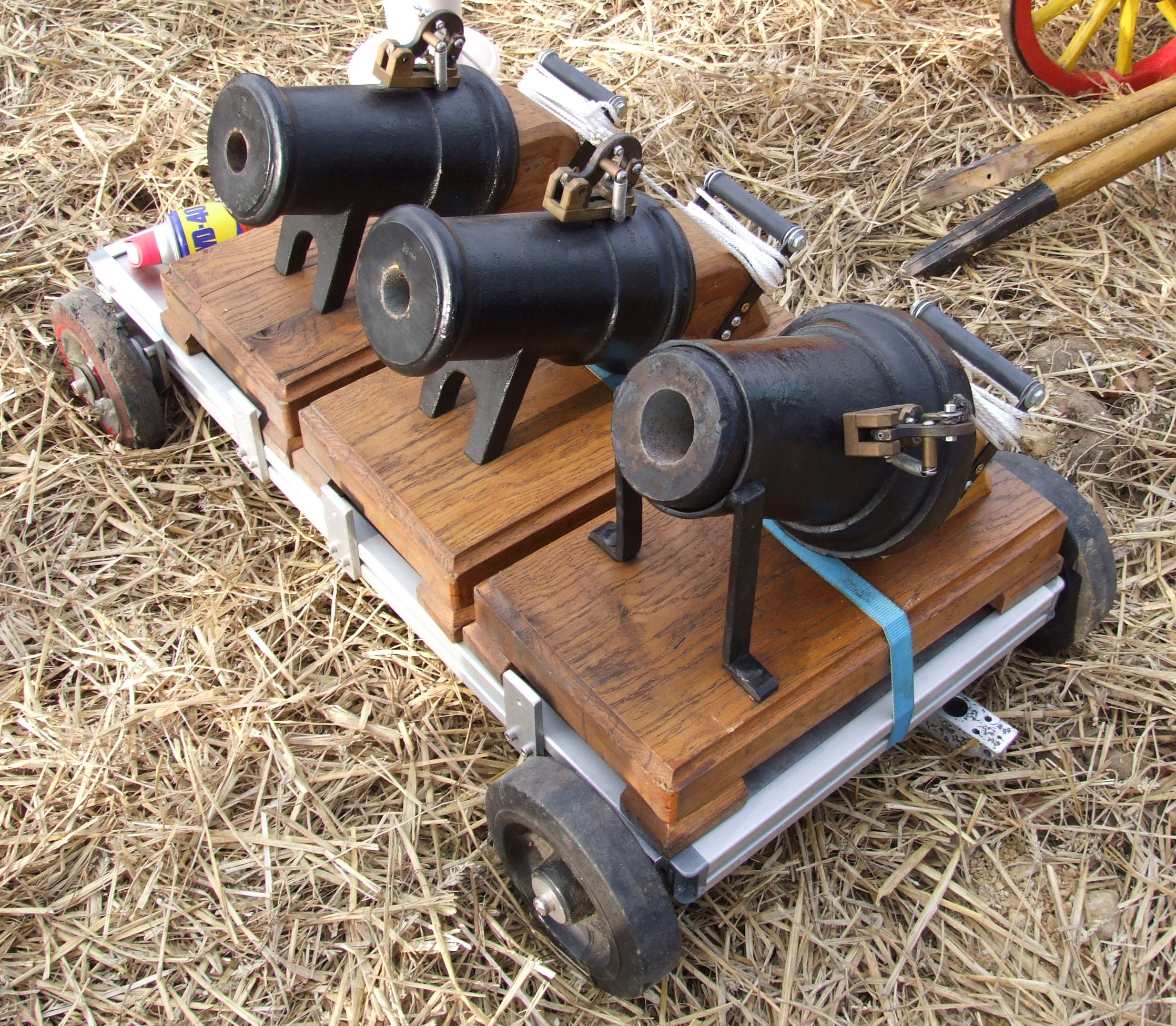
Historische Böller von Nußdorf (Überlingen), die früher genutzt wurden, um bei Beerdigungen von Soldaten Salut zu schießen.

Die Geschichte des Böllerschießens lässt sich bis in das 14./15. Jahrhundert zurückverfolgen, wenngleich belegte Chroniken rar sind (Erstnachweis 1377). Das liegt auch daran, dass das Böllerschießen nicht als eigenständiger Brauch betrachtet werden kann, sondern sich mit vielerlei anderen Traditionen entwickelt hat. Die Idee, mit Schwarzpulver Krach zu machen, dürfte so alt sein wie die Entdeckung des Schwarzpulvers selbst.
Der im Berchtesgadener Land gepflegte Brauch des Schießens mit Handböllern zu Weihnachten fand im Jahr 1666 erstmals urkundliche Erwähnung. (siehe Berchtesgadener Weihnachtsschützen)
Die Anschaffung von Böllern in jedem Amt fordern das Kurfürstentum Trier und weitere Kurfürstentümer des Heiligen Römischen Reiches im 18. Jahrhundert durch Erlass entsprechender Anordnungen. Das hierdurch ermöglichte Böllerschießen soll umliegende Gegenden alarmieren, um schnelle Nachbarschaftshilfe zu gewährleisten.
Zwei ältere Hinweise auf frühes Böllerschießen:
- Einer Sage nach probten die Hornberger (Schwarzwald) so lange ihre Böllerschüsse für die Ankunft des Fürsten (wahrscheinlich Eberhard Ludwig 1677–1733), bis ihnen schon vor dem hohen Besuch das Pulver ausging, wodurch sich auch das Sprichwort „Das ging aus wie das Hornberger Schießen …“ abgeleitet haben könnte.
- In einem Erlass vom 16. Juli 1696 wird das Böllern bei Strafandrohung wegen seiner Gefährlichkeit in der Markgrafschaft Ansbach verboten.

Des Weiteren gibt es insbesondere aus dem 18. Jahrhundert einige Überlieferungen, wo sich Schützengesellschaften Böllergeräte anfertigen ließen oder dass auf diversen Festivitäten geschossen wurde.

## Bauformen der Böller
Die für den Abschuss benutzten Böller waren ursprünglich „Mörser, die große steinerne Kugeln oder Feuerwerkskörper warfen“, später „kleine Kanonen oder Mörser zum Gebrauch bei Festlichkeiten und auf Schiffen zum Signalgeben“.

### Böllergeräte
Bei den Böllergeräten wird unterschieden zwischen Handböller, Standböller und Böllerkanone.
Handböller sind meist sehr aufwändig verziert und unterteilen sich weiter in pistolenartige oder auch gewehrartige, welche dann Schaftböller, Böllerbüchse, Böllerstutzen oder Prangerstutzen genannt werden.

Handböller, Böllerkanonen
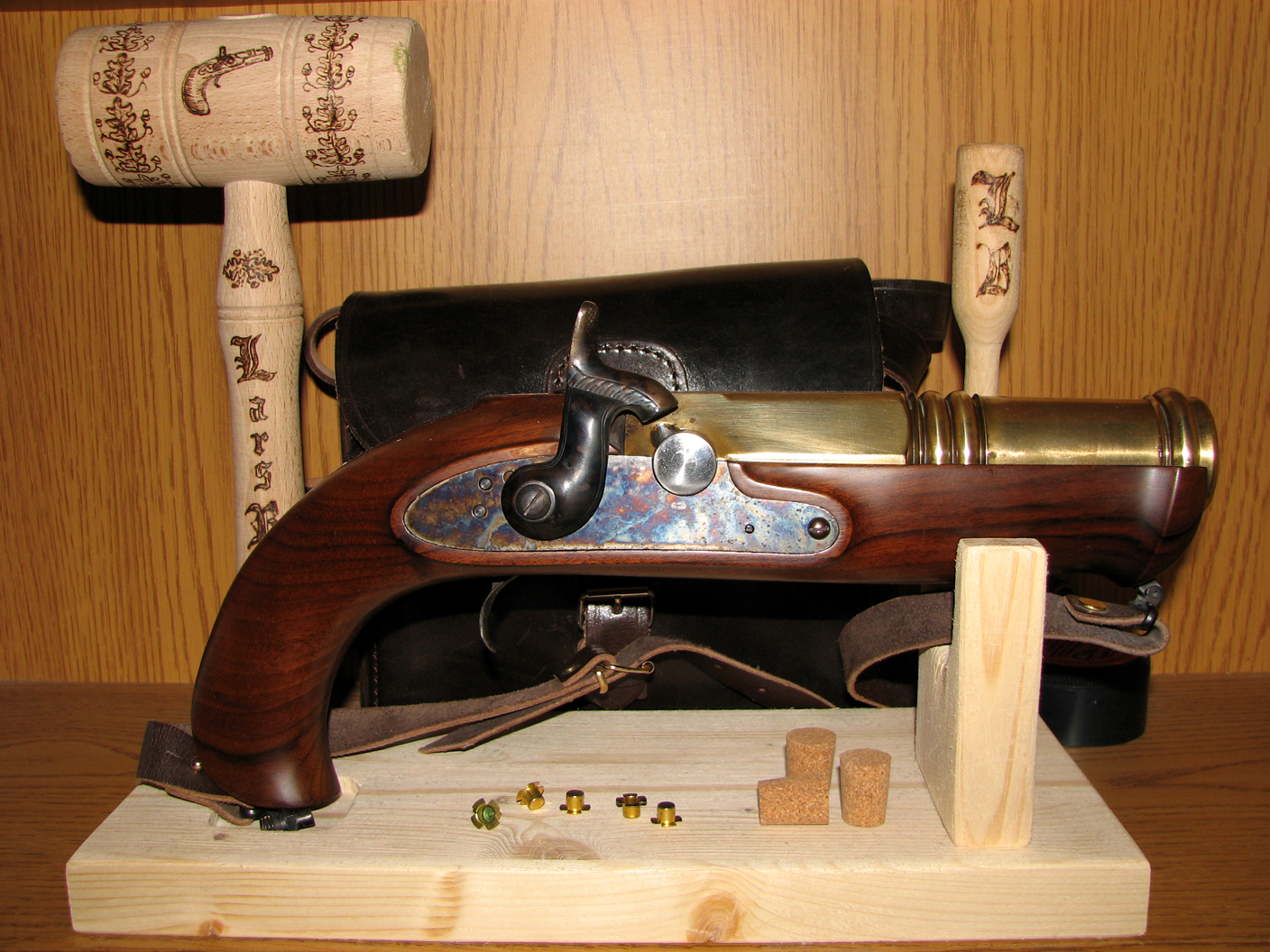
Einfacher Handböller mit 15 mm Korken und Zündhütchen
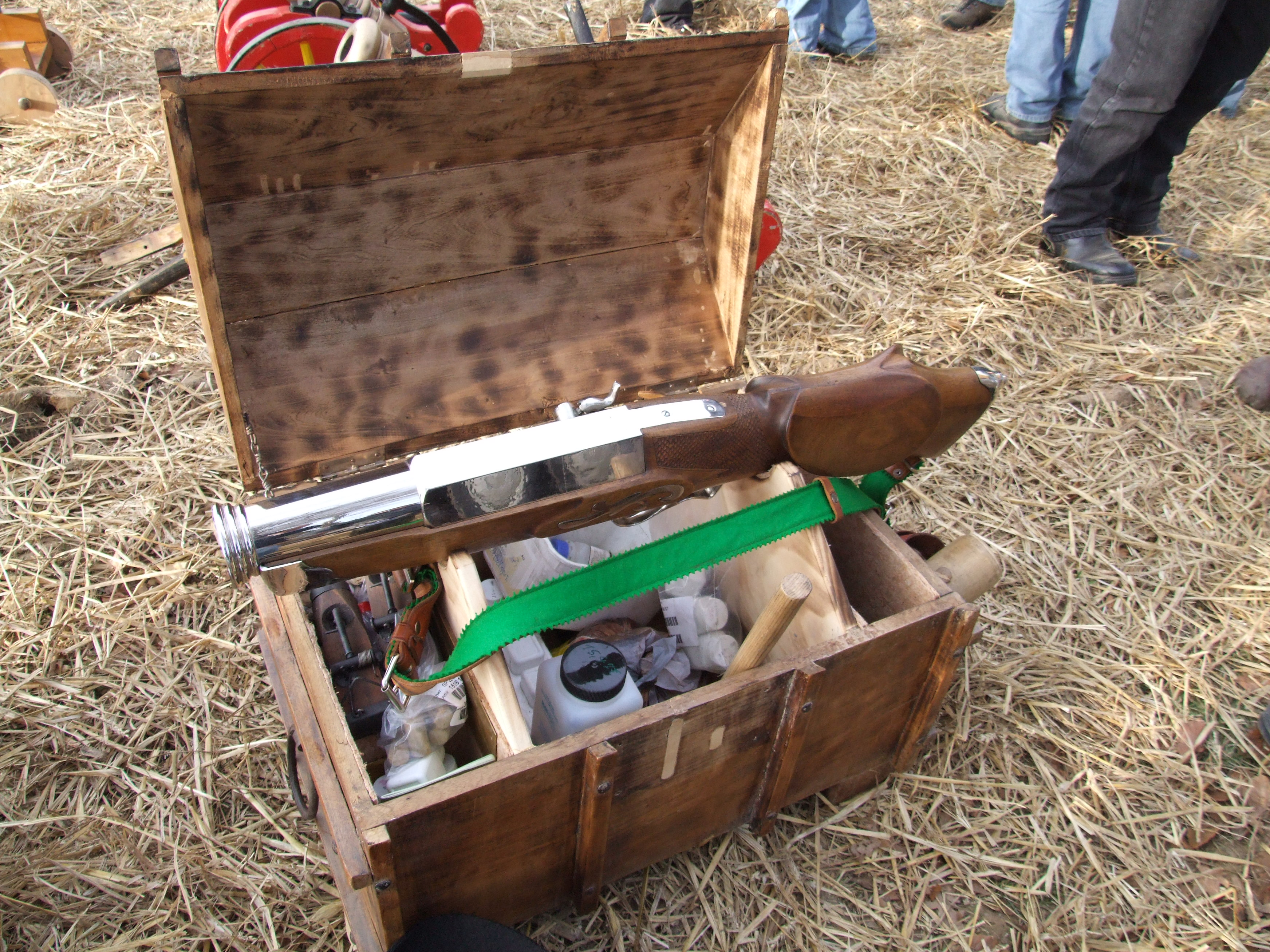
Massive Böllerbüchse
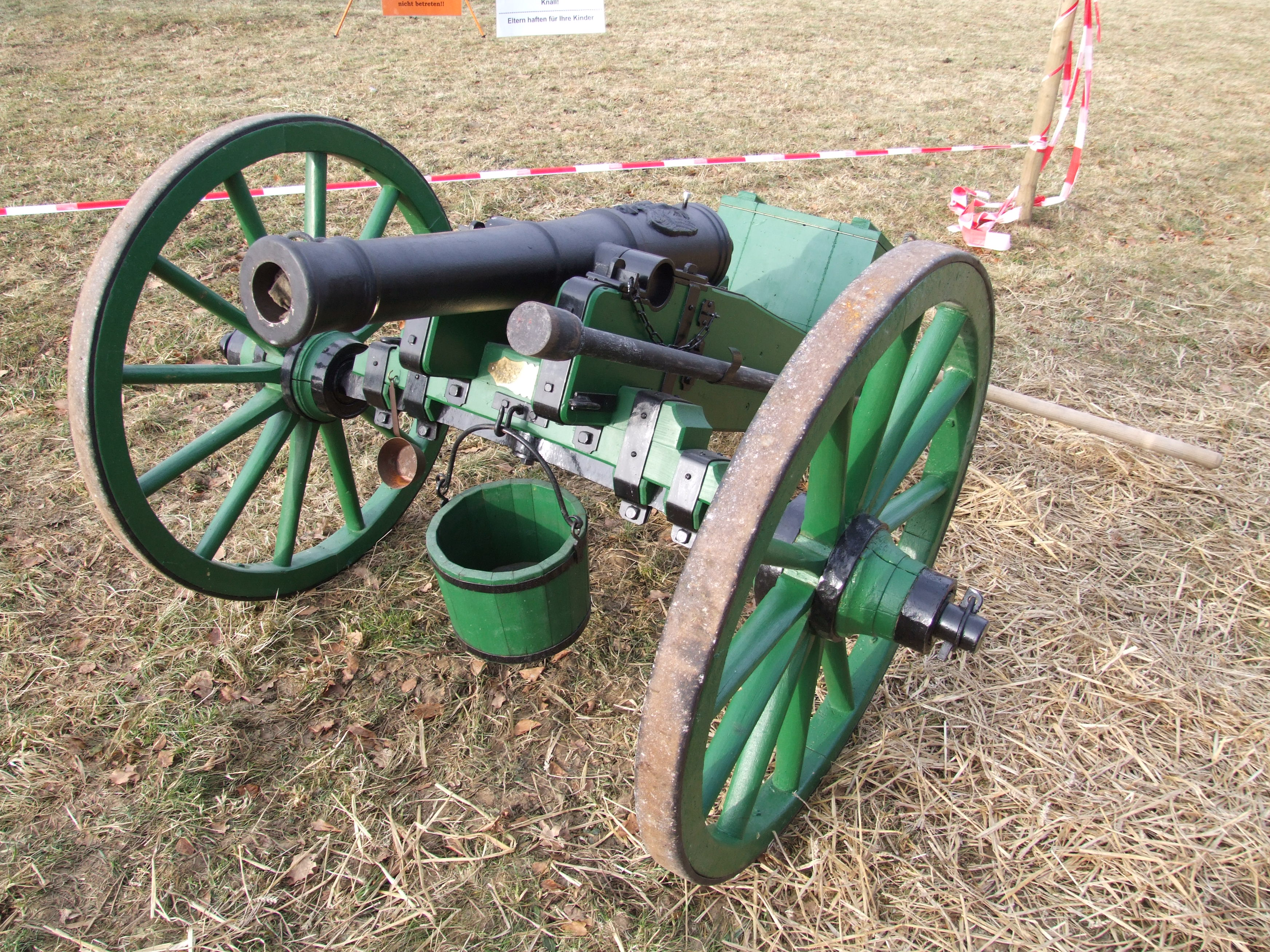
Böllerkanone, Vorderlader
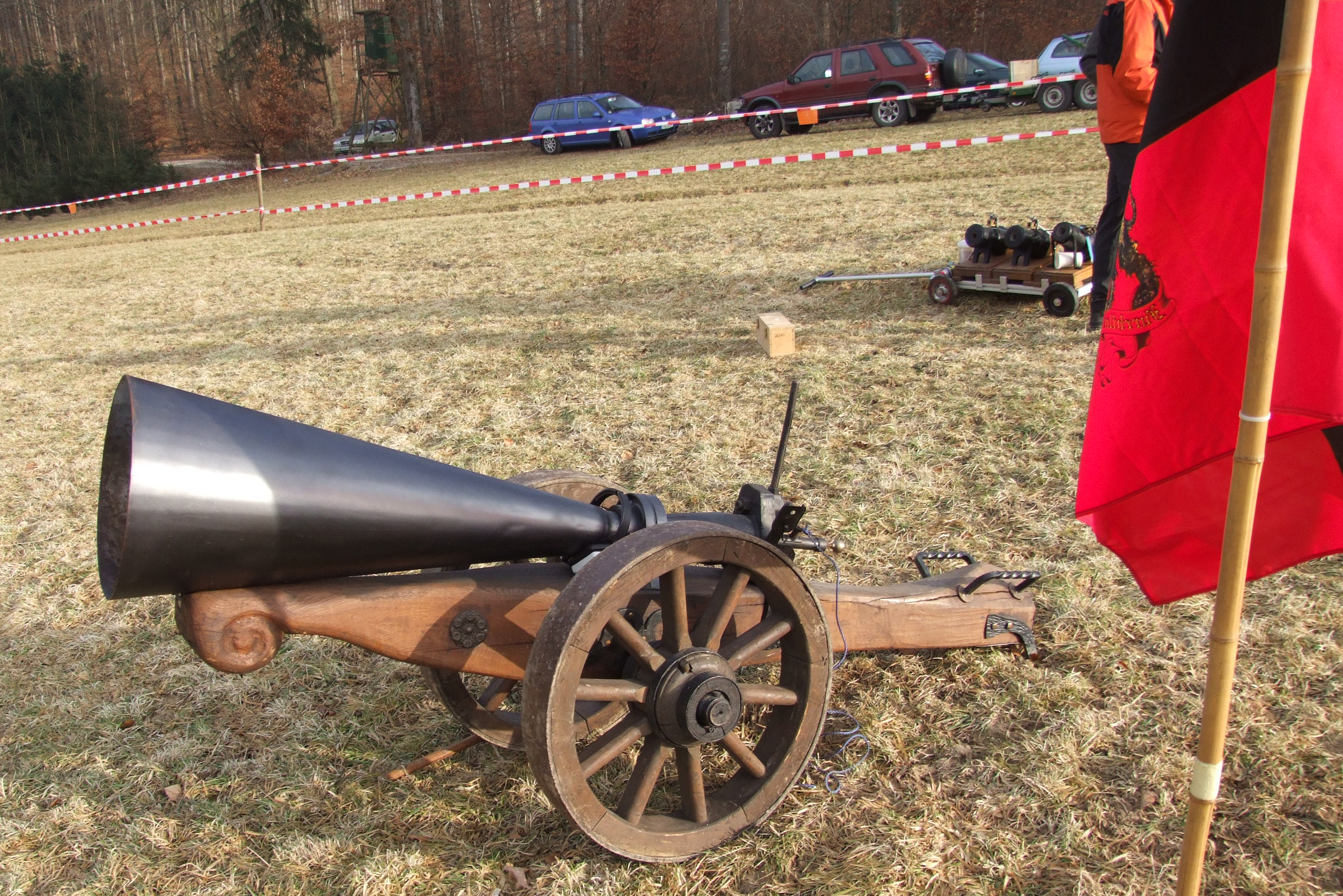
Böllerkanone mit Schalltrichter

Standböller sind oftmals restaurierte Originale oder originalgetreue Nachbauten von historischen Vorbildern. Sonderbauformen bei Standböllern sind z. B. mörserartige oder Salutschussgeräte mit drei Rohren, wo ein Schütze mehrere Schüsse abgeben kann, ohne dazwischen nachzuladen.

Standböller
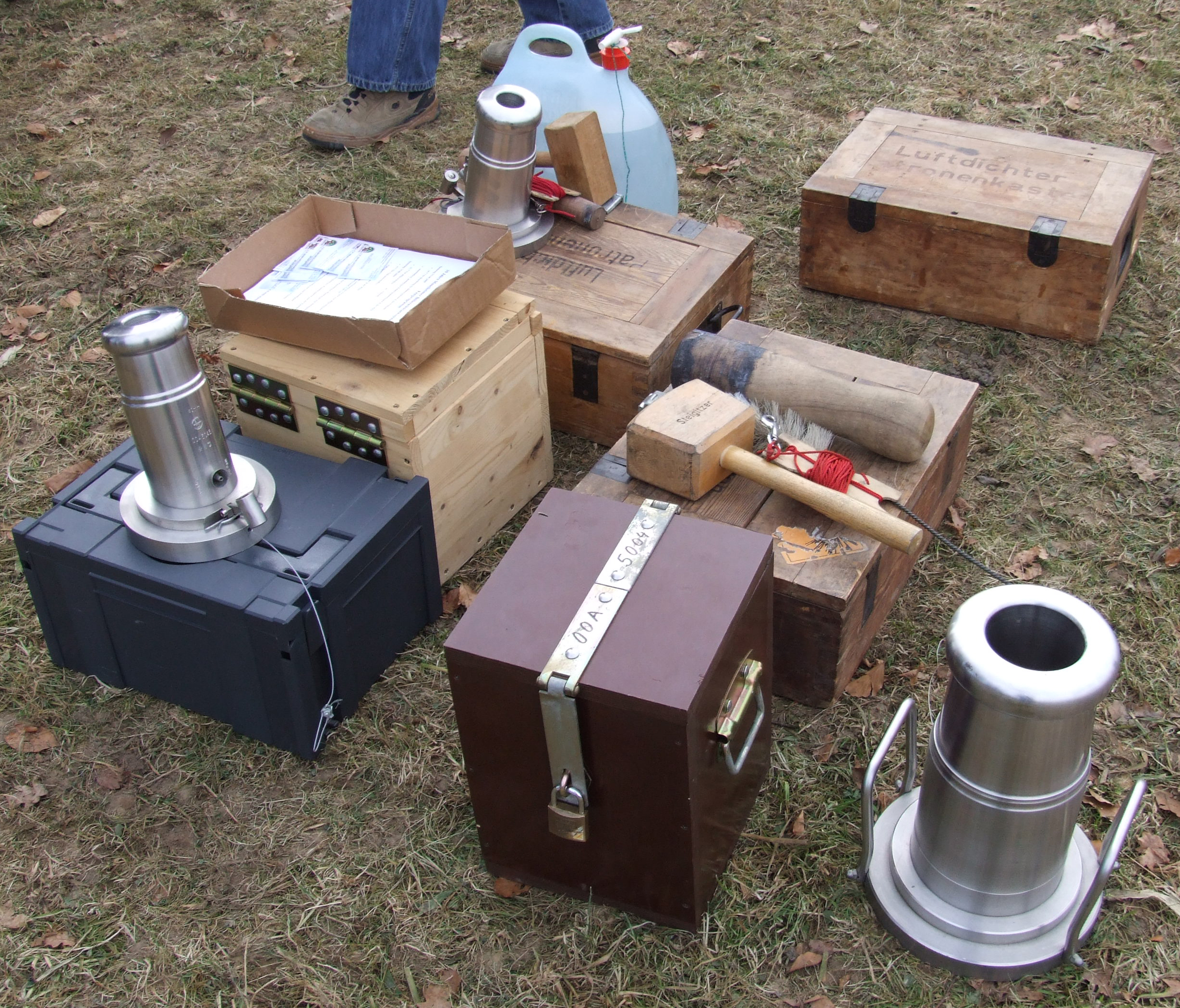
Drei Standböller mit Zubehör. Die Füllmenge des großen beträgt 400 Gramm Schwarzpulver.
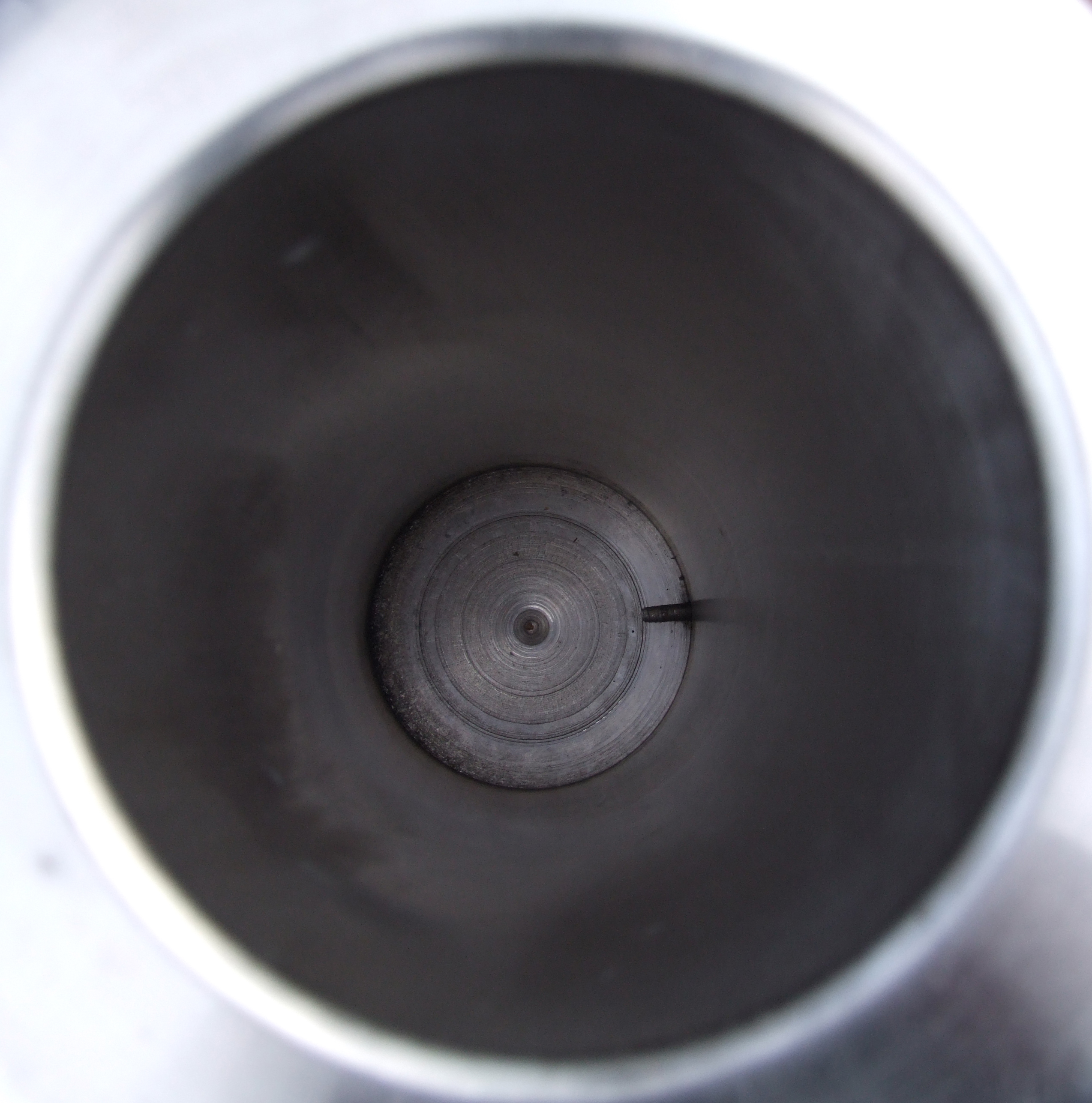
Blick in den großen Standböller, unten Pulverkanal zum Zündhütchen.
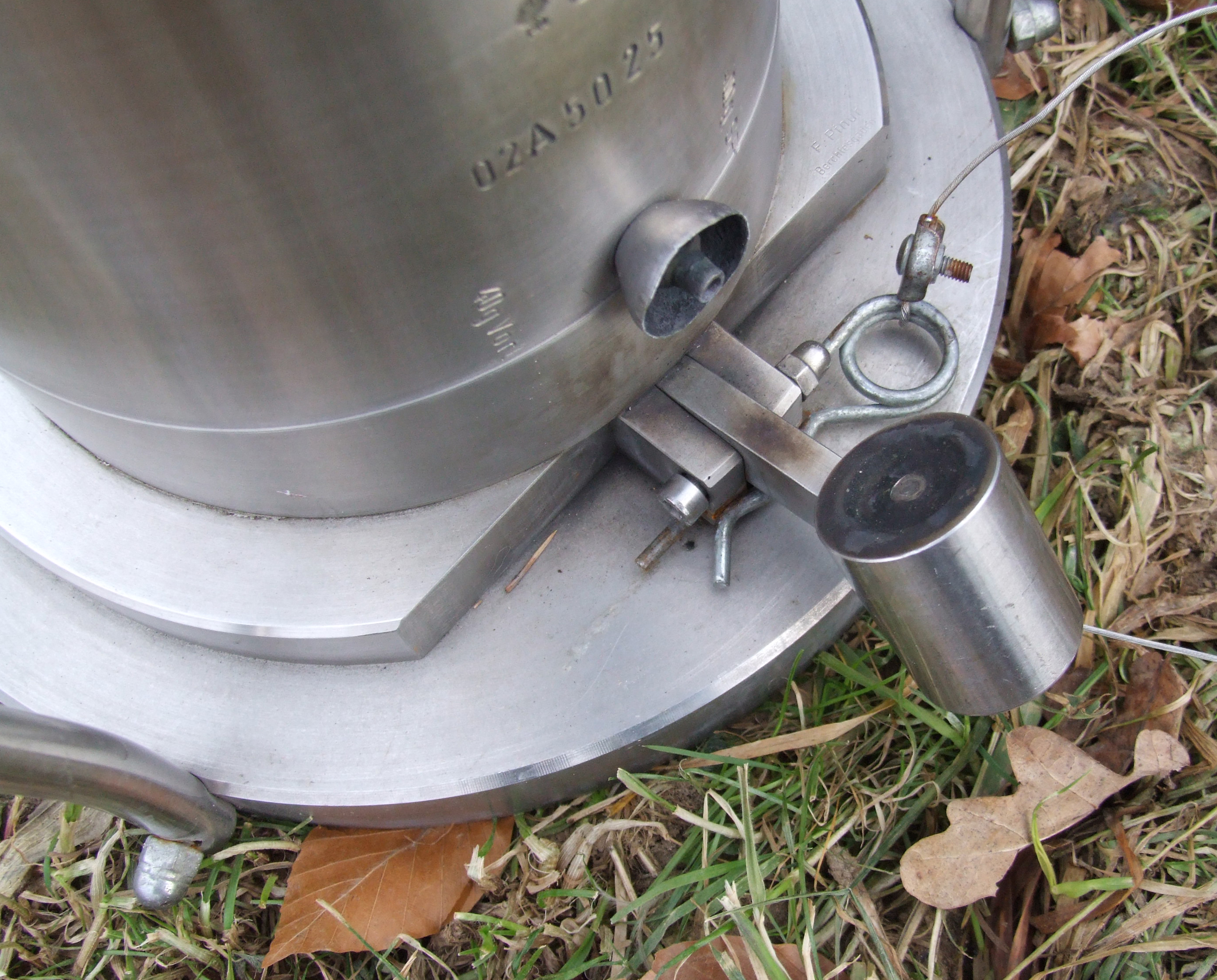
Zündmechanismus des Standböllers
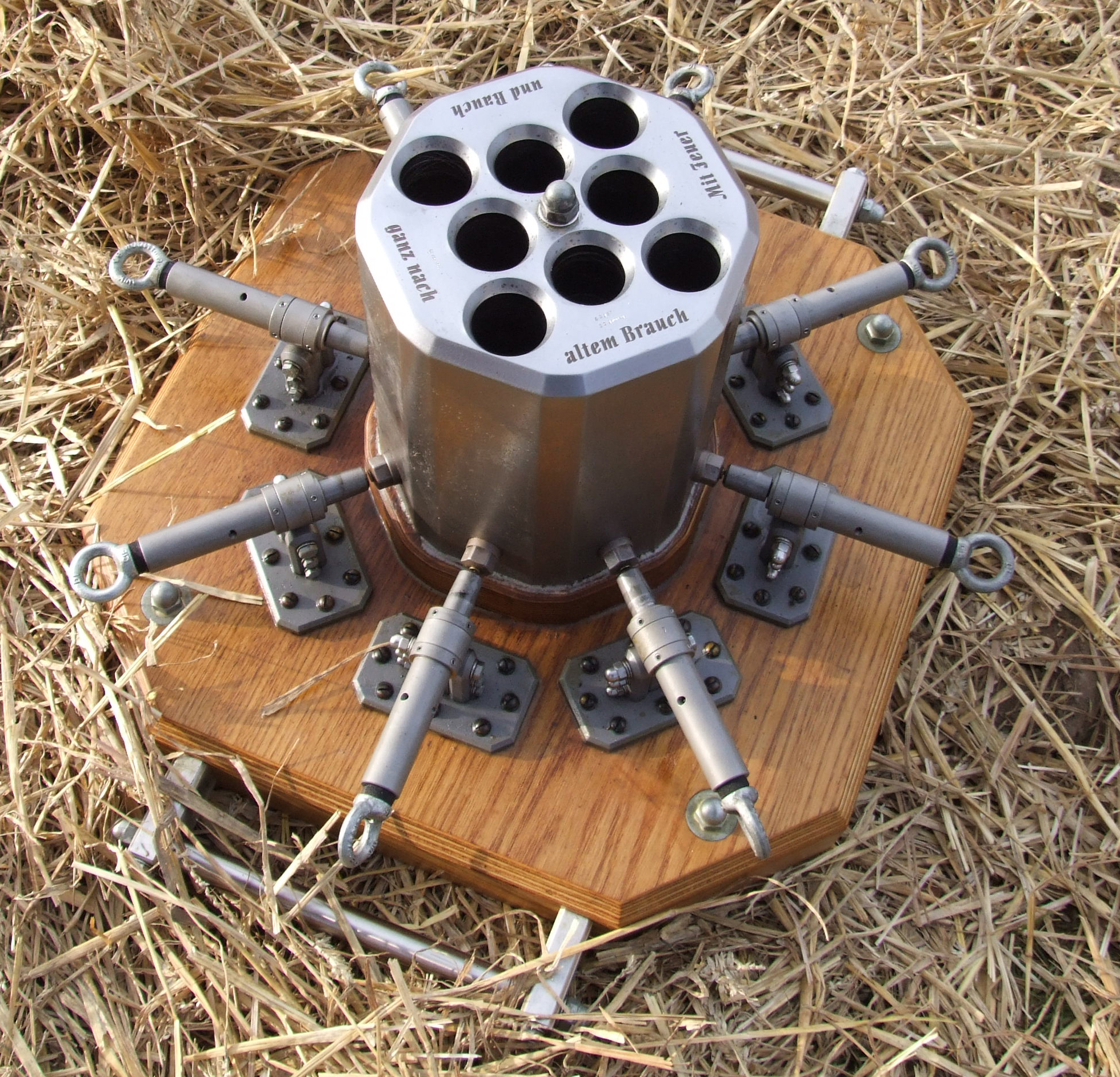
Salutschussgerät

### Ladung

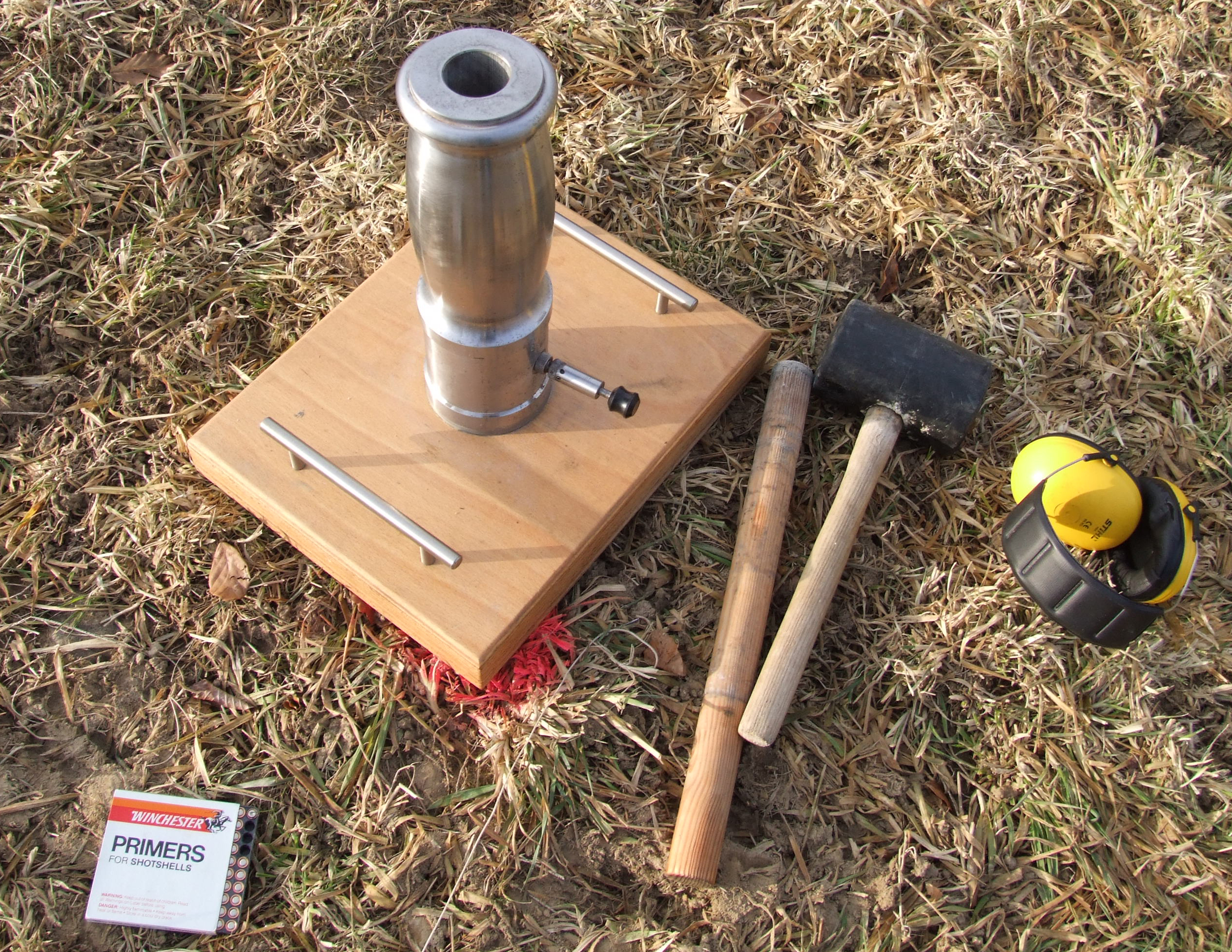
Standböller mit Ladestock, Gummihammer, Zündhütchen

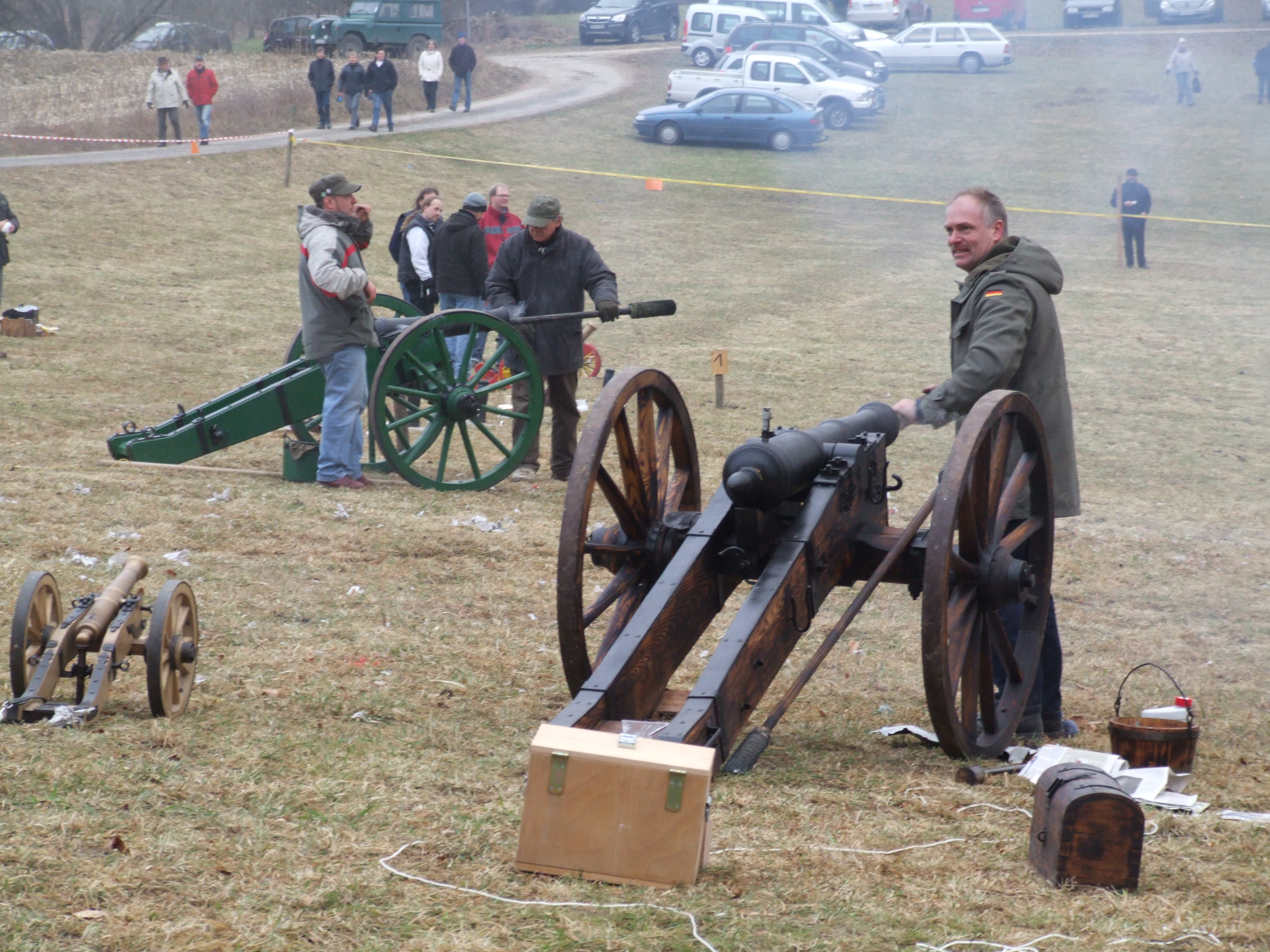
Vorbereiten des nächsten Schusses

Die Böller sind in der Regel Vorderlader und werden mit Böllerpulver befüllt. Das Böllerpulver besteht aus Schwarzpulver gewisser Körnung und hat eine Abbrandgeschwindigkeit von ca. 400 m/s. Die Entzündungstemperatur liegt bei etwa 300 °C, die Verbrennungstemperatur bei etwa 2500 °C.
Während bei den Handböllern Kaliber von 10 bis 25 mm üblich sind, sind es bei Standböllern und Böllerkanonen häufig enorme Kaliber. Bei Standböllern von bis zu 100 mm und bei Böllerkanonen bis zum Ø 120 mm. Größere Kaliber werden nicht mehr zum Neubeschuss zugelassen. Die Pulvermenge pro Schuss beträgt bei solch einem Kaliber bis zu 600 Gramm bei Kanonen und 400 Gramm bei Standböllern, im Gegensatz zu einem 15 mm Handböller, der lediglich 13 Gramm Pulver benötigt.
Das Böllerpulver wird im Böller häufig mit Hilfe eines Korkens verdämmt, aber der Gesetzgeber sagt: Als Vorlage in einem Böller dürfen nur Materialien verwendet werden, die zu keiner Überschreitung der zulässigen Masse der Vorlage entsprechend der Ladetabellen führen. Die Einbringung der Vorlage darf darüber hinaus keine Belastungserhöhung des Böllers verursachen. Zulässig sind Kork und sehr leichte, weiche und nicht brennbare Materialien. In Österreich ist es erlaubt, auch Papier oder Holzstoppeln zur Verdämmung zu benutzen. Letztere bestehen meistens aus Fichtenholz und finden bei Böllerstutzen Verwendung. Die Verdämmung wird mithilfe von Hammer und Ladestock in das Rohr geschlagen.
Gezündet wird die Ladung durch ein Zündhütchen, welches wiederum durch einen Schlagbolzen (meist bei Kanonen und Standböllern) oder durch ein Perkussionsschloss (bei Handböllern) gezündet wird. Ebenfalls möglich ist die Verwendung eines elektrischen Brückenanzünders, was gerade bei großkalibrigen Standböllern zunehmend Verwendung findet, und auch die sicherste Zündmethode ist.
Bei Hinterlader-Kanonen wird das Pulver nicht von vorne in das Rohr eingebracht, sondern in Form einer fertigen Kartusche von hinten geladen.
Nach dem Abfeuern werden die Pulverreste entfernt.

## Arten des Böllerschießens

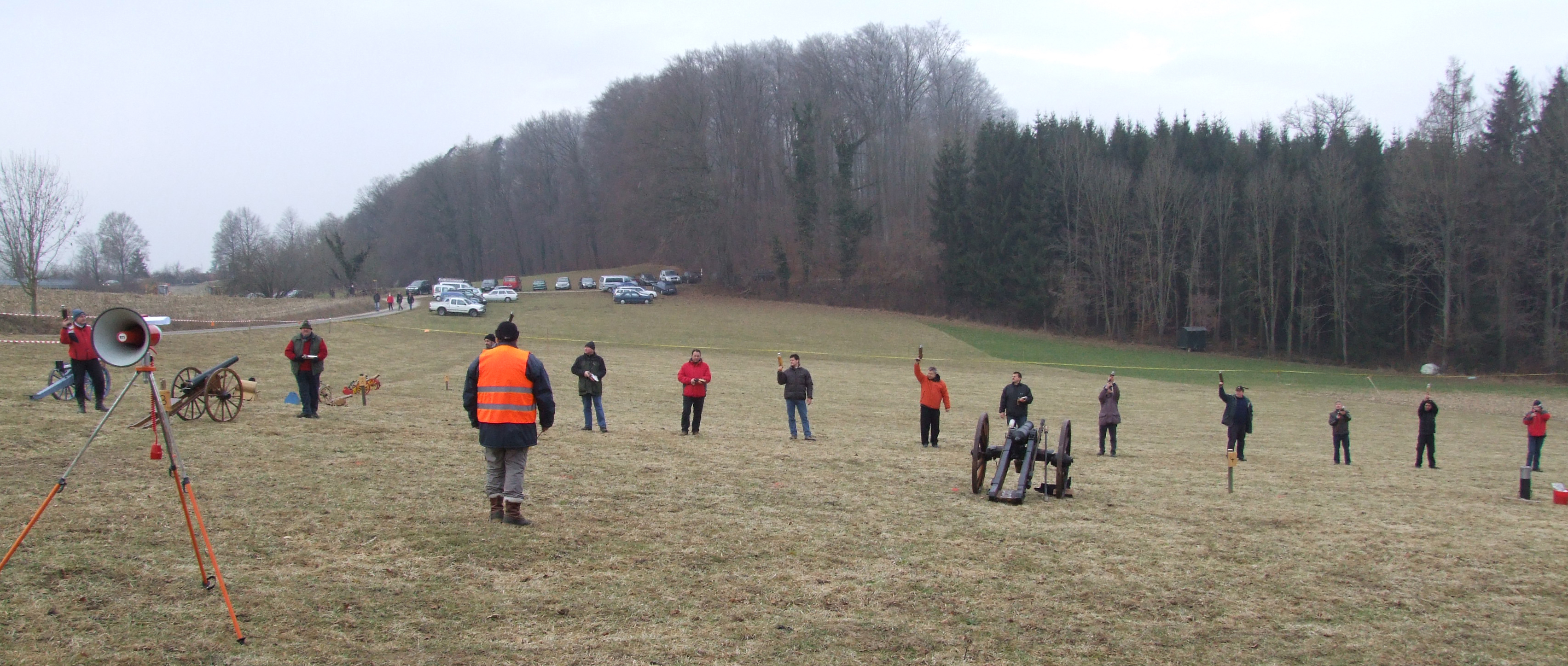
Schützenlinie mit Handböllern und einer Kanone, Silvesterböllern 2008/9 in Nußdorf

Beim Schießen kann nach den Anlässen unterschieden werden, bei denen einerseits nur wenige einzelne Schützen, andererseits auch mehrere Hundert an sogenannten Böllerschützentreffen auftreten können.

### Schussfolgen
Es wird dabei nach bestimmten Reihenfolgen geschossen, die der Schützenmeister vorgibt.
Folgende Grundformen von Salven sind üblich:
- Das Lauffeuer wird im gleichen Takt geschossen (man wartet etwa, bis man den Schall vom Vorgänger wieder hört). Das geht mehrere Runden durch, daher muss der einzelne Schütze schnell beim Nachladen sein, damit es keine Verzögerungen gibt.
- Das Schnellfeuer wird wie das Lauffeuer im gleichmäßigen Takt ausgeführt, allerdings erfolgen die Schüsse mit kürzestem Abstand unmittelbar hintereinander.
- Der Salutschuss erfolgt gleichzeitig von allen Schützen.
- Das Rad wird mit zunehmender Geschwindigkeit geschossen, bis die letzten 2 bis 3 schon fast gleichzeitig abdrücken.
- Gern geschossen wird auch der Doppelschlag, bei dem zwei Schützen direkt nacheinander abfeuern und dann etwas gewartet wird, bis die nächsten beiden feuern

In der Präzision oder dem Tempo dieser Salven und ihrer Kombinationen zeigt sich die Qualität einer Schützenformation.
Beim Gruppenschießen erfolgen die einzelnen Schritte auf dem Schießplatz, einschließlich der Ladetätigkeiten, auf Kommando des Schützenmeisters.

## Rechtsgrundlagen

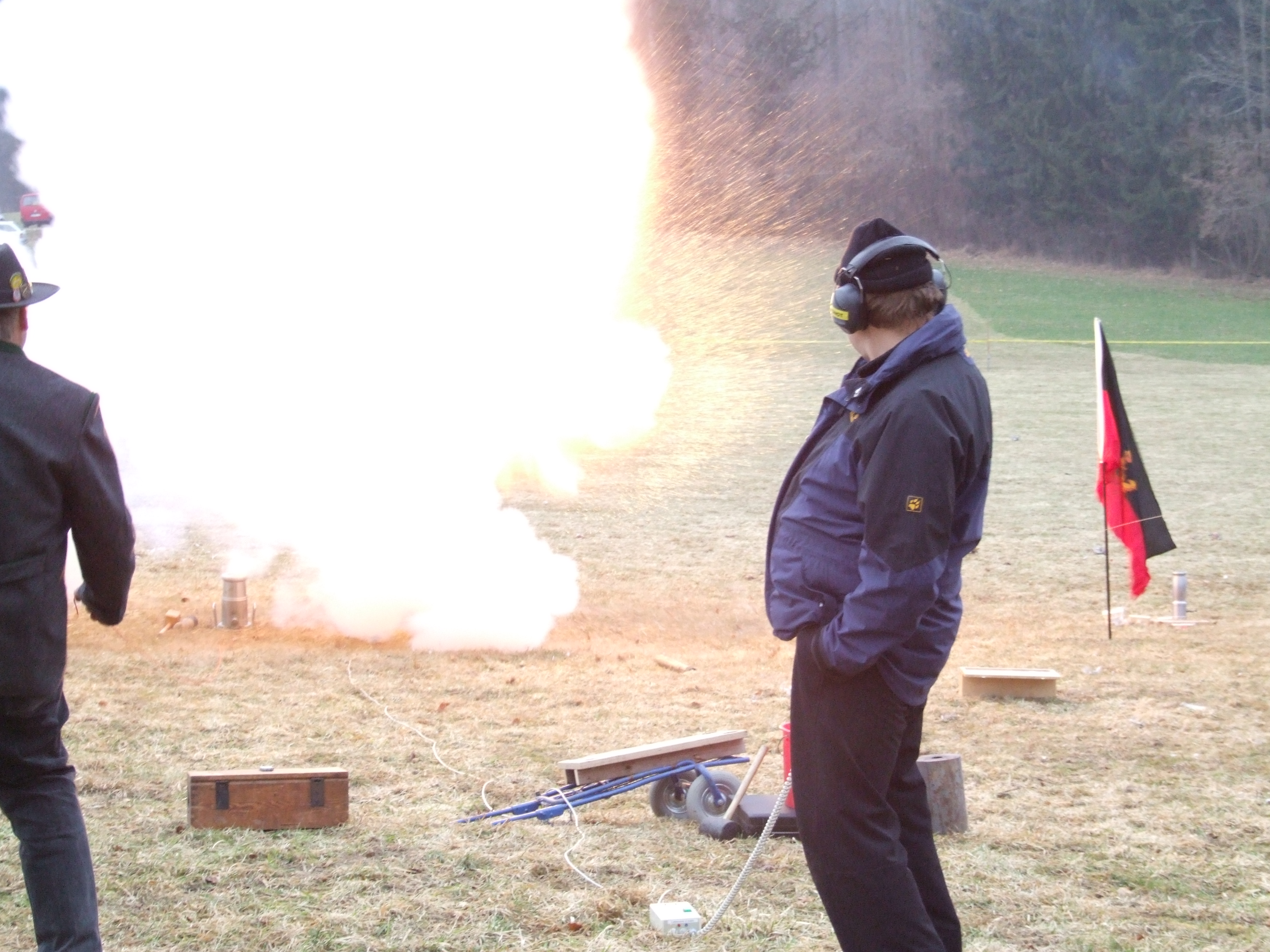
Standböller beim Abfeuern: Sicherheitsabstand und Gehörschutz sind unerlässlich

Böllerpulver unterliegt dem Sprengstoffgesetz in Deutschland und dem Pyrotechnikgesetz in Österreich.
In Deutschland muss der Schütze demnach Inhaber einer Erlaubnis nach § 27 SprengG sein und es muss für jeden einzelnen Böller eine Beschussbescheinigung vorliegen. Die Böllergeräte müssen turnusmäßig alle fünf Jahre dem Beschussamt zur Nachprüfung (§ 6 BeschussV), bzw. bei Standböllern und Böllerkanonen zum Nachbeschuss vorgeführt werden. Böllergeräte zählen nicht als Waffe im Sinne des Waffengesetzes.
Früher wurde für jedes Böllerschießen eine Genehmigung von der Gemeinde benötigt, außerdem musste man das Schießen bei der örtlichen Polizei anmelden. Es war nicht erlaubt, auch nicht an Silvester, ohne Erlaubnis zu böllern. Heute ist es ausreichend, die Polizei bzw. die Gemeinde zu informieren.
Zu weiteren Informationen siehe Rechtshinweise im Artikel Schwarzpulver.

## Unfälle beim Böllerschießen
In Hamm-Westtünnen wurde im Juni 2012 einem Mann die rechte Hand abgerissen, als sich beim Nachladen Schwarzpulver entzündete. Im Juni 2012 wurde in Leverkusen-Schlebusch ein Mann beim Zünden einer Kanone von der Schwarzpulverladung im Gesicht getroffen und schwer verletzt. Im Juli 2015 wurde der Schützenkönig der St.-Magnus-Bruderschaft in Niedermarsberg beim traditionellen Anböllern des dortigen Schützenfestes tödlich von Trümmerteilen getroffen (Bei zwei kleinen Böllerkanonen aus dem Jahr 1998 waren Teile der Verschlüsse abgerissen).